# Monte-Carlo Rolex Masters 2017
Monte-Carlo Rolex Masters 2017 byl profesionální tenisový turnaj mužů, hraný jako součást okruhu ATP World Tour, v areálu Monte Carlo Country Clubu na otevřených antukových dvorcích. Probíhal mezi 16. až 21. dubnem 2017 ve francouzském příhraničním městě Roquebrune-Cap-Martin u Monte Carla jako sto jedenáctý ročník turnaje.
Turnaj se po grandslamu a Turnaji mistrů řadil do třetí nejvyšší kategorie okruhu ATP World Tour Masters 1000. Jeho dotace činila 4 301 125 eur. Podeváté se oficiálním generálním sponzorem stala švýcarská hodinářská společnost Rolex, jejíž název byl součástí pojmenování.
V rámci kategorie Masters 1000 se nejednalo o událost s povinným startem hráčů. Zvláštní pravidla tak upravovala přidělování bodů i počet hráčů. Z hlediska startujících do soutěže dvouhry a čtyřhry nastoupil počet tenistů obvyklý pro nižší kategorii ATP World Tour 500, zatímco body byly přidělovány podle rozpisu kategorie Masters 1000.
Nejvýše nasazeným hráčem ve dvouhře se stal první tenista světa Andy Murray ze Spojeného království. Jako poslední přímý účastník do hlavní singlové soutěže nastoupil 60. ruský hráč žebříčku Daniil Medveděv.
Jubilejní sedmdesátou trofej na okruhu ATP tour vybojoval Španěl Rafael Nadal. Jako první tenista otevřené éry vyhrál jediný turnaj podesáté a rekordní se stal i padesátý titul z antuky, jímž se stal prvním mužem v historii s tímto počtem triumfů. Premiérovou společnou turnajovou výhru ze čtyřhry získal indicko-uruguayský pár Rohan Bopanna a Pablo Cuevas.

## Rozdělení bodů a finančních odměn

### Rozdělení bodů
| Soutěž  | vítězové | finalisté | semifinalisté | čtvrtfinalisté | 16 v kole | 32 v kole | 64 v kole | Q  | Q2 | Q1 |
| ------- | -------- | --------- | ------------- | -------------- | --------- | --------- | --------- | -- | -- | -- |
| dvouhra | 1000     | 600       | 360           | 180            | 90        | 45        | 10        | 25 | 16 | 0  |
| čtyřhra | 1000     | 600       | 360           | 180            | 90        | 45        | 0         | —  | —  | —  |

### Finanční odměny
| Soutěž                                | vítězové  | finalisté | semifinalisté | čtvrtfinalisté | 16 v kole | 32 v kole | 64 v kole | Q | Q2      | Q1      |
| ------------------------------------- | --------- | --------- | ------------- | -------------- | --------- | --------- | --------- | - | ------- | ------- |
| dvouhra                               | 820 035 € | 402 080 € | 202 365 €     | 102 900 €      | 53 435 €  | 28 170 €  | 15 210 €  | — | 3 505 € | 1 785 € |
| čtyřhra                               | 253 950 € | 124 330 € | 62 360 €      | 32 010 €       | 16 550 €  | 8 730 €   | —         | — | —       | —       |
| částky ve čtyřhře jsou uvedeny na pár |           |           |               |                |           |           |           |   |         |         |

## Dvouhra mužů

### Nasazení
| Stát                          | Hráč                  | ATP | Nasazení |
| ----------------------------- | --------------------- | --- | -------- |
| Spojené království            | Andy Murray           | 1.  | 1.       |
| Srbsko                        | Novak Djoković        | 2.  | 2.       |
| Švýcarsko                     | Stan Wawrinka         | 3.  | 3.       |
| Španělsko                     | Rafael Nadal          | 5.  | 4.       |
| Chorvatsko                    | Marin Čilić           | 8.  | 5.       |
| Rakousko                      | Dominic Thiem         | 9.  | 6.       |
| Francie                       | Jo-Wilfried Tsonga    | 10. | 7.       |
| Bulharsko                     | Grigor Dimitrov       | 12. | 8.       |
| Česko                         | Tomáš Berdych         | 13. | 9.       |
| Belgie                        | David Goffin          | 14. | 10.      |
| Francie                       | Lucas Pouille         | 17. | 11.      |
| Španělsko                     | Roberto Bautista Agut | 18. | 12.      |
| Španělsko                     | Pablo Carreño Busta   | 19. | 13.      |
| Německo                       | Alexander Zverev      | 20. | 14.      |
| Španělsko                     | Albert Ramos-Viñolas  | 24. | 15.      |
| Uruguay                       | Pablo Cuevas          | 26. | 16.      |
| Žebříček ATP k 10. dubnu 2017 |                       |     |          |

### Jiné formy účasti
Následující hráčí obdrželi divokou kartu do hlavní soutěže:
- Jérémy Chardy
- Borna Ćorić
- Casper Ruud
- Andreas Seppi

Následující hráči postoupili z kvalifikace:
- Carlos Berlocq
- Guillermo García-López
- Martin Kližan
- Andrej Kuzněcov
- Adrian Mannarino
- Renzo Olivo
- Jan-Lennard Struff

Následující hráči postoupili z kvalifikace jako tzv. šťastní poražení:
- Damir Džumhur[1]
- Pierre-Hugues Herbert[1]

#### Odhlášení
před zahájením turnajem
- David Ferrer → nahradil jej  Daniil Medveděv
- Richard Gasquet → nahradil jej  Nikoloz Basilašvili
- Philipp Kohlschreiber (poranění levé dolní končetiny)[1] → nahradil jej  Pierre-Hugues Herbert
- Nick Kyrgios → nahradil jej  Damir Džumhur
- Gaël Monfils → nahradil jej  Nicolás Almagro
- Milos Raonic → nahradil jej  Tommy Robredo

## Mužská čtyřhra

### Nasazení
| Finsko                                                                                 | Henri Kontinen        | Austrálie | John Peers        | 3.  | 1. |
| Francie                                                                                | Pierre-Hugues Herbert | Francie   | Nicolas Mahut     | 12. | 2. |
| Spojené království                                                                     | Jamie Murray          | Brazílie  | Bruno Soares      | 17. | 3. |
| Polsko                                                                                 | Łukasz Kubot          | Brazílie  | Marcelo Melo      | 19. | 4. |
| Jižní Afrika                                                                           | Raven Klaasen         | USA       | Rajeev Ram        | 23. | 5. |
| Chorvatsko                                                                             | Ivan Dodig            | Španělsko | Marcel Granollers | 27. | 6. |
| Španělsko                                                                              | Feliciano López       | Španělsko | Marc López        | 31. | 7. |
| Nizozemsko                                                                             | Jean-Julien Rojer     | Rumunsko  | Horia Tecău       | 35. | 8. |
| Žebříček ATP k 10. dubnu 2017; číslo je součtem žebříčkového postavení obou členů páru |                       |           |                   |     |    |

### Jiné formy účasti
Následující páry obdržely divokou kartu do hlavní soutěže:
- Romain Arneodo /  Hugo Nys
- Grigor Dimitrov /  Nenad Zimonjić

Následující pár nastoupil z pozice náhradníka:
- Paolo Lorenzi /  Albert Ramos-Viñolas

### Odhlášení
před zahájením turnaje
- Philipp Kohlschreiber (poranění levé dolní končetiny)[1]

## Přehled finále

### Mužská dvouhra
- Rafael Nadal vs.  Albert Ramos-Viñolas, 6–1, 6–3

### Mužská čtyřhra
- Rohan Bopanna /  Pablo Cuevas vs.  Feliciano López /  Marc López, 6–3, 3–6, [10–4]